# Consciente
Consciente es un término utilizado por Sigmund Freud, como adjetivo para calificar un estado psíquico, o bien como sustantivo, para indicar la localización de ciertos procesos constitutivos del funcionamiento del aparato psíquico. En este sentido, el consciente, junto con el preconsciente y el inconsciente es una de las tres instancias de la primera tópica freudiana. Para la filosofía, la conciencia es la facultad humana para decidir acciones y asumir la responsabilidad de las consecuencias según la concepción del bien y del mal. Una persona consciente, en este sentido, es aquella responsable, que no actúa con negligencia y que trata de minimizar las consecuencias negativas de sus actos.
Lo consciente designa al conjunto de vivencias de las que el sujeto puede dar cuenta mediante un acto de percepción interna. Es común indicar que para el psicoanálisis lo consciente designa la capa más superficial de la mente, poniendo el acento en el valor que tiene el inconsciente en la vida del sujeto, en particular en todo lo relativo a la esfera del sentimiento y la motivación. Pero no hay que olvidar que el psicoanálisis hace descansar en la toma de conciencia del sujeto de los impulsos y deseos reprimidos el fundamento de la terapia psicoanalítica y de la curación misma.
Sea que se trate del adjetivo o del sustantivo, Freud utiliza a menudo el término consciente como sinónimo de conciencia, salvo cuando se trata de la «conciencia moral» (proceso psíquico relacionado con la constitución del ideal del yo y del superyó).